# Salts als Jocs Olímpics d'estiu de 1972
Als Jocs Olímpics d'Estiu de 1972 celebrats a la ciutat de Múnic (en aquells moments República Federal d'Alemanya) es disputaren quatre proves de salts, dues en categoria masculina i dues en categoria femenina. La competició es desenvolupà entre els dies 27 d'agost i 4 de setembre de 1972 a l'Olympia Schwimmhalle.

## Comitès participants
Hi participaren un total de 91 saltadors, 50 homes i 41 dones, de 25 comitès nacionals diferents:
| - Austràlia (3) - Àustria (4) - Canadà (8) - Colòmbia (2) - Espanya (2) - Estats Units (8) - Finlàndia (2) | - França (3) - Indonèsia (1) - Itàlia (2) - Jamaica (1) - Japó (3) - Mèxic (4) - Noruega (1) | - Països Baixos (2) - Polònia (3) - Puerto Rico (1) - Regne Unit (8) - RDA (7) - RFA (9) - Romania | - Suècia (2) - Suïssa (1) - Txecoslovàquia (1) - Unió Soviètica (9) |

## Resum de medalles

### Categoria masculina
| Prova                       | Or             | Argent           | Bronze           |
| Trampolí de 3 m. Detalls    | Vladimir Vasin | Giorgio Cagnotto | Craig Lincoln    |
| Plataforma de 10 m. Detalls | Klaus Dibiasi  | Richard Rydze    | Giorgio Cagnotto |

### Categoria femenina
| Prova                       | Or           | Argent          | Bronze         |
| Trampolí de 3 m. Detalls    | Micki King   | Ulrika Knape    | Marina Janicke |
| Plataforma de 10 m. Detalls | Ulrika Knape | Milena Duchková | Marina Janicke |

## Medaller
| Posició | País           | Or | Argent | Bronze | Total |
| 1       | Estats Units   | 1  | 1      | 1      | 3     |
| 1       | Itàlia         | 1  | 1      | 1      | 3     |
| 3       | Suècia         | 1  | 1      | 0      | 2     |
| 4       | Unió Soviètica | 1  | 0      | 0      | 1     |
| 5       | Txecoslovàquia | 0  | 1      | 0      | 1     |
| 6       | RDA            | 0  | 0      | 2      | 2     |